# Teatro de Andreas Gryphius em Głogów

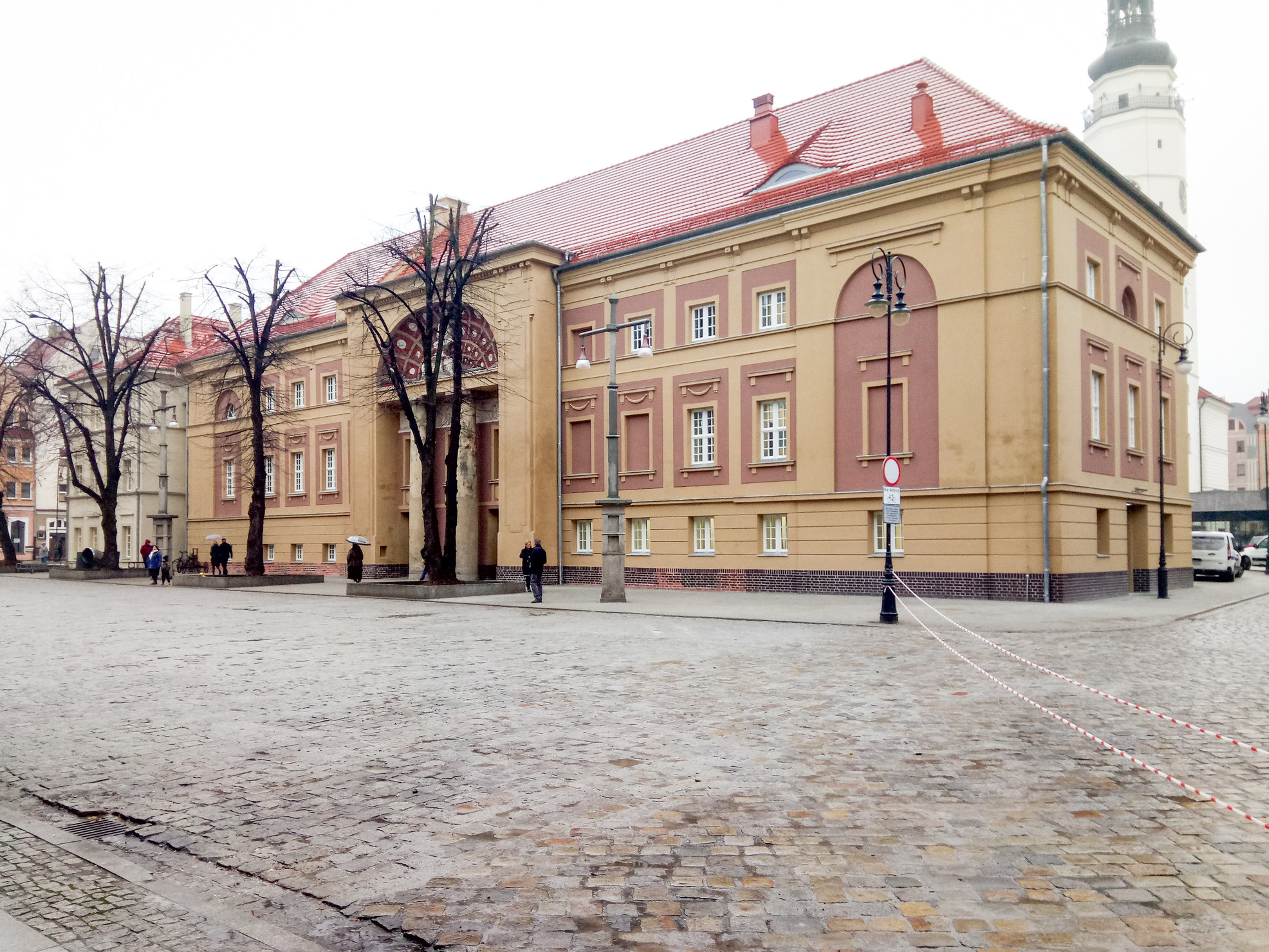
Teatro de Andreas Gryphius em Głogów

Teatro de Andreas Gryphius em Głogów – um edifício teatral de estilo clasicista, localizado em Głogów, na parte central da Cidade Velha, nas proximidades da Câmara Municipal. Foi fundado em 1799 de acordo com um projeto de Christian Valentin Schultze como a sede de um teatro multifacetado que oferece vários gêneros de palco ao mesmo tempo. O teatro funcionou quase até o final da Segunda Guerra Mundial, quando o prédio e toda a cidade foram destruídos como resultado da ofensiva soviética em Głogów. Nas décadas seguintes, apareceram vários conceitos para a reconstrução do teatro Głogów, no entanto, nenhum deles foi implementado. Afinal, o edifício foi reconstruído ao seu estado anterior à sua destruição em 2017-2019, e destinado a sede de uma filial do Centro Cultural Municipal e um local para concertos, espectáculos e conferências.

## Historia

### Construção e atividades
Na segunda metade do século XVIII, nas cidades da Silésia, amadurecia a ideia de construir salas separadas para a organização de espetáculos teatrais. No final daquele século, em muitas cidades aparececiam as sociedades, as chamadas “Theaterbetrieb”, que promoviam a cultura do teatro e inspiravam a construção ou adaptação de salas para produções teatrais e concertos. Além disso, os diretores de grupos de teatro itinerantes tentaram desistir das atividades de turnê em favor de encenar espectáculos na temporada principal – se possível, em uma cidade.
Naquela época, em Głogów não havia nenhum lugar adequado para fins teatrais. Os espectáculos foram apresentadas mais frequentemente no hall do reduto do edifício, que foi erguido nos anos de 1774 a 1775 no local dos bancos judiciais da cidade. As condições de habitação da sala do reduto eram, no entanto, modestas. No início de 1798, o diretor teatral Johann Faller veio de Jawor para Głogów, com a intenção de obter uma concessão especial para apresentações. Johann Faller também fez esforços para montar um palco permanente na cidade. No entanto, a sala do reduto era muito pequena para este propósito e a reconstrução do armazém de sal da cidade era muito cara. No final de novembro de 1798, Christian Valentin Schultze, chefe do departamento da construção da Camera de Guerra e Domínios  (um órgão colegiado da administração pública local) propôs outra solução. Previa a construção de um segundo andar acima da sala do reduto para ser usado como uma sala separada para fins teatrais. Schultze argumentou que, em vista do colapso iminente da armação do telhado, medidas corretivas deveriam ser tomadas logo de qualquer maneira e, portanto, o projeto seria financeiramente benéfico. Na carta de 11 de janeiro de 1799, Schultze apresentou uma estimativa de custo de projeto e construção para aprovação. A estimativa de custos incluiu a adição de um piso baixo, a construção de novas chaminés, sustentando a fachada oeste com contrafortes, e a fachada leste com um enorme corpo de vanguarda no eixo do declive. Ele também propôs um novo projeto arquitetônico das fachadas no estilo classicista, baseado nos padrões arquitetônicos de Potsdam e Berlim. Ele estimou o custo do trabalho em 2.000 táleres. Os planos de Schultze foram apoiados pela Camera de Guerra e Domínios, que em 2 de fevereiro de 1799 relatou prontidão imediata para fornecer colaboradores e trabalhadores. Em abril de 1799, teve início o trabalho, que foi gerenciado pelo próprio Schultze. A reconstrução foi concluída integralmente em dezembro, embora os custos planejados tenham sido significativamente excedidos.
No início do século XIX, Głogów era a segunda cidade da Silésia, depois de Breslávia (Wrocław), com seu próprio teatro. Os espetáculos normalmente ocorriam apenas nas temporadas de inverno. A instituição em Głogów era um teatro com várias filiais que oferecia vários gêneros de palco ao mesmo tempo. Desde o seu início até 1933, o teatro teve um grupo de ópera e teatro permanente e, a partir da década de 1820, também contou com grupos estrangeiros. A partir de 1870, os grupos de ópera e opereta tornaram-se especialmente importantes. No teatro de Głogów, além de peças, também foi encenado um balé. Além disso, no teatro apresentaram-se artistas de classe mundial. Em março de 1843, um pianista e compositor, Ferenc Liszt, deu um concerto lá. O andar térreo do prédio era usado para o comércio de carne.
O salão do teatro original em Głogów era baixo, apertado e abafado. Em 1839, o teto entre as salas do primeiro andar e a sala de teatro acima foi removido, e foram construídos uma loggia e um anfiteatro com uma cortina. Como resultado dessas atividades, foi criado um grande salão e a instalação foi chamada de teatro municipal. Em 1859, as escadas da parte interna do edifício foram movidas para fora.
No início da década de 1860, o poeta Karl Eduard von Holtei sugeriu a construção de um monumento a Andreas Gryphius em Głogów. Em 1861, deu uma palestra sobre o lúdico jogo camponês Die geliebte Dornrose ( port: "Amado Espinho de Rosa"), cuja receita foi a base do fundo para a construção do monumento. Dois anos depois, a comissão municipal de Głogów e a sociedade científica decidiram criar um busto de Gryphius e colocá-lo acima da entrada principal do teatro municipal. Em 16 de julho de 1864, no aniversário da morte de Andreas Gryphius, seu busto, feito pelo escultor de Wrocław Michaelis, foi oficialmente revelado.
Em 1867, no teatro foi instalada a iluminação a gás (até então era baseada na iluminação a querosene). Nos anos de 1926 a 1928 foi realizada uma reconstrução completa do edifício, parte da qual as escadas externas foram demolidas e, no interior, no lugar da loggia, uma foi construída uma varanda de concreto armado e um palco giratório. Após a reconstrução, o auditório do teatro tinha 453 lugares.

### Destruição, planos de reconstrução e reconstrução

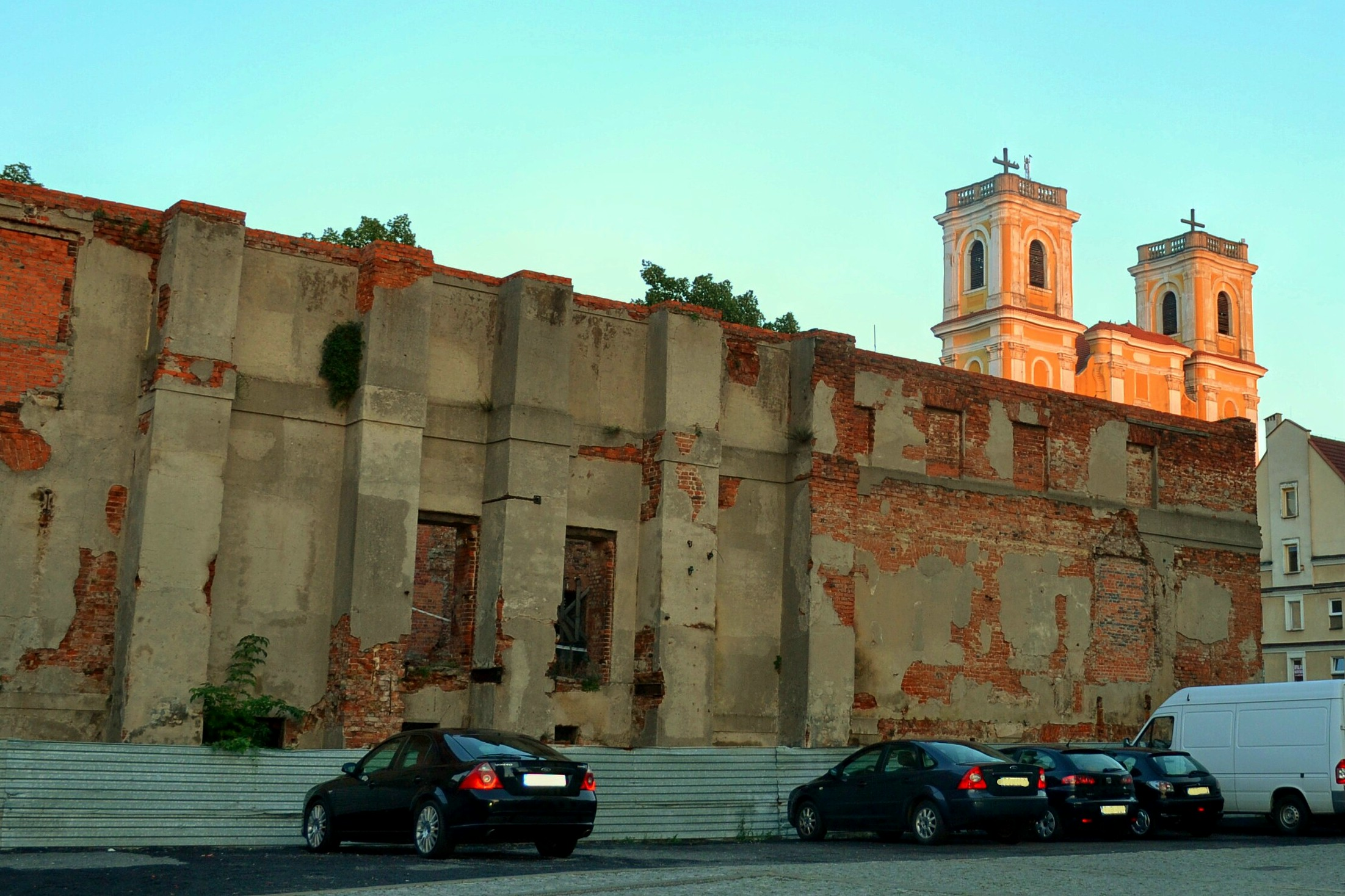
A fachada oeste do teatro em ruínas no ano 2012

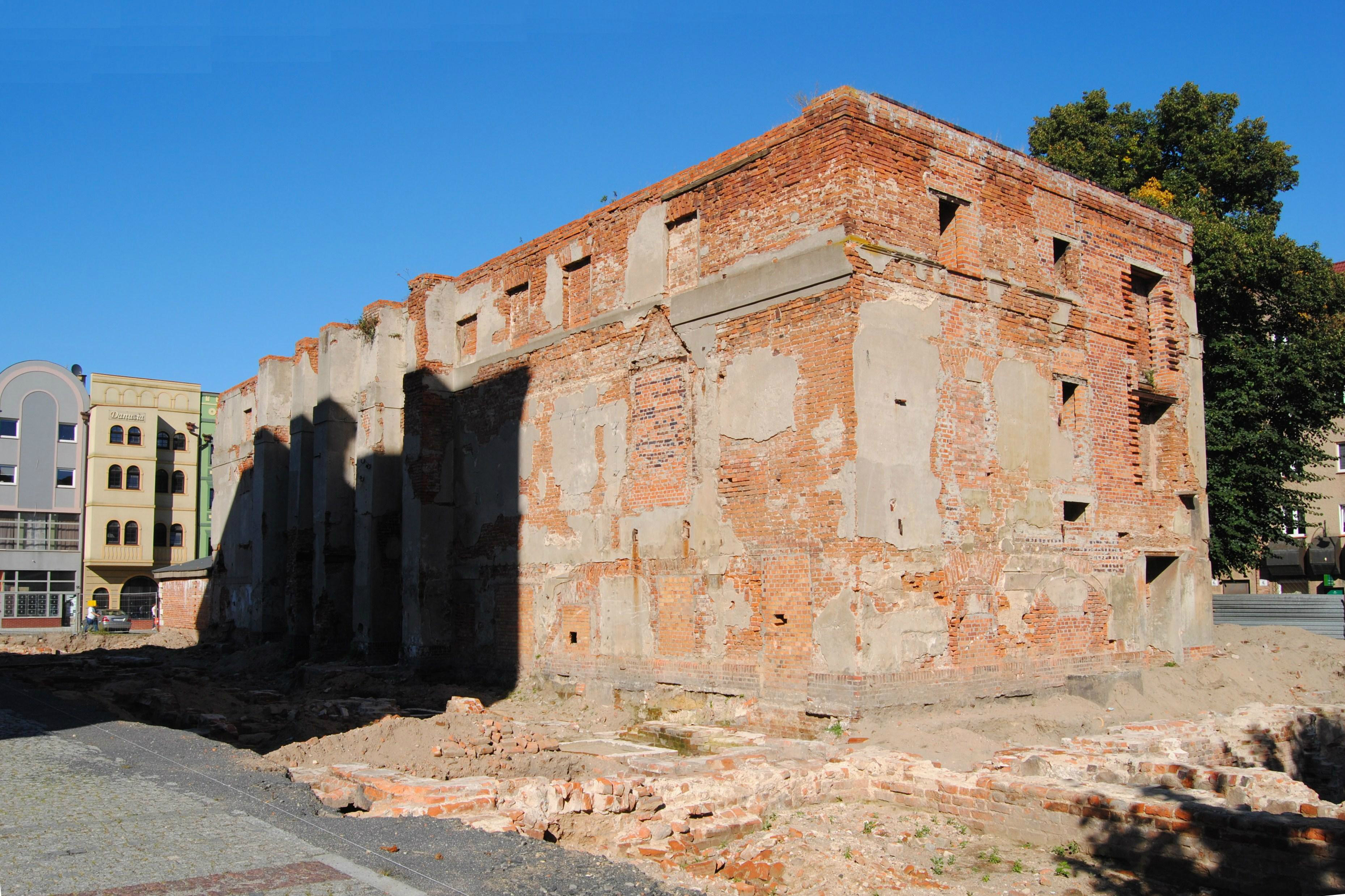
Ruínas do teatro do lado oeste em 2016

O teatro em Głogów continuava funcionar quase até o final da Segunda Guerra Mundial, e a última apresentação ocorreu em dezembro de 1944. Algumas semanas depois, como resultado da ofensiva soviética em Głogów, o edifício, como toda a cidade, foi destruído.O primeiro conceito de reconstrução do edifício surgiu em 1959 e assumiu a localização de um cinema nas instalações reconstruídas com cerca de 300 lugares, além de palcos para encenação de peças. O investimento estava previsto para ser concluído três anos depois, mas não foi lançado no final – em vez disso, o prédio foi limpo de entulho e foram criadas garagens nas salas do andar térreo, onde o equipamento da empresa de demolição foi armazenado. Em 1976, surgiu a ideia de reconstruir o teatro e a prefeitura adjacente e conectar os dois edifícios com um conector de vidro. O prédio do teatro tornaria-se a sede de uma instituição cultural chamada "Dom Młodego Górnika". O empreendimento, no entanto, não foi concluído devido a custos excessivamente elevados, estimados em quase 170 milhões de PLN. Outra ideia para a reconstrução do teatro Głogów surgiu em 1988. O edifício reconstruído deveria abrigar: "Dom Hutnika", uma sala de teatro, a sede da Organização Técnica Central, uma livraria e um café, mas também desta vez os planos falharam.
O tema da reconstrução do teatro voltou em 1991 devido à criação pela Câmara Municipal da „Fundação para a Reconstrução do Teatro Andreas Gryphius”. Em 1994, a fundação anunciou um concurso para um projeto de reconstrução, que foi ganho pela Oficina de Conservação de Monumentos "Architektura-Rzeźba-Sztukaterie" de Breslávia. O projeto vencedor nunca foi executado e, desde então, apenas esporadicamente foram realizadas obras de segurança no edifício. No ano em que o concurso foi anunciado, o Teatro Lubuski de Zielona Góra encenou  Antígona na entrada do edifício. Perto do teatro haviam lugar também recriações históricas das lutas de Głogów do ano 1945.

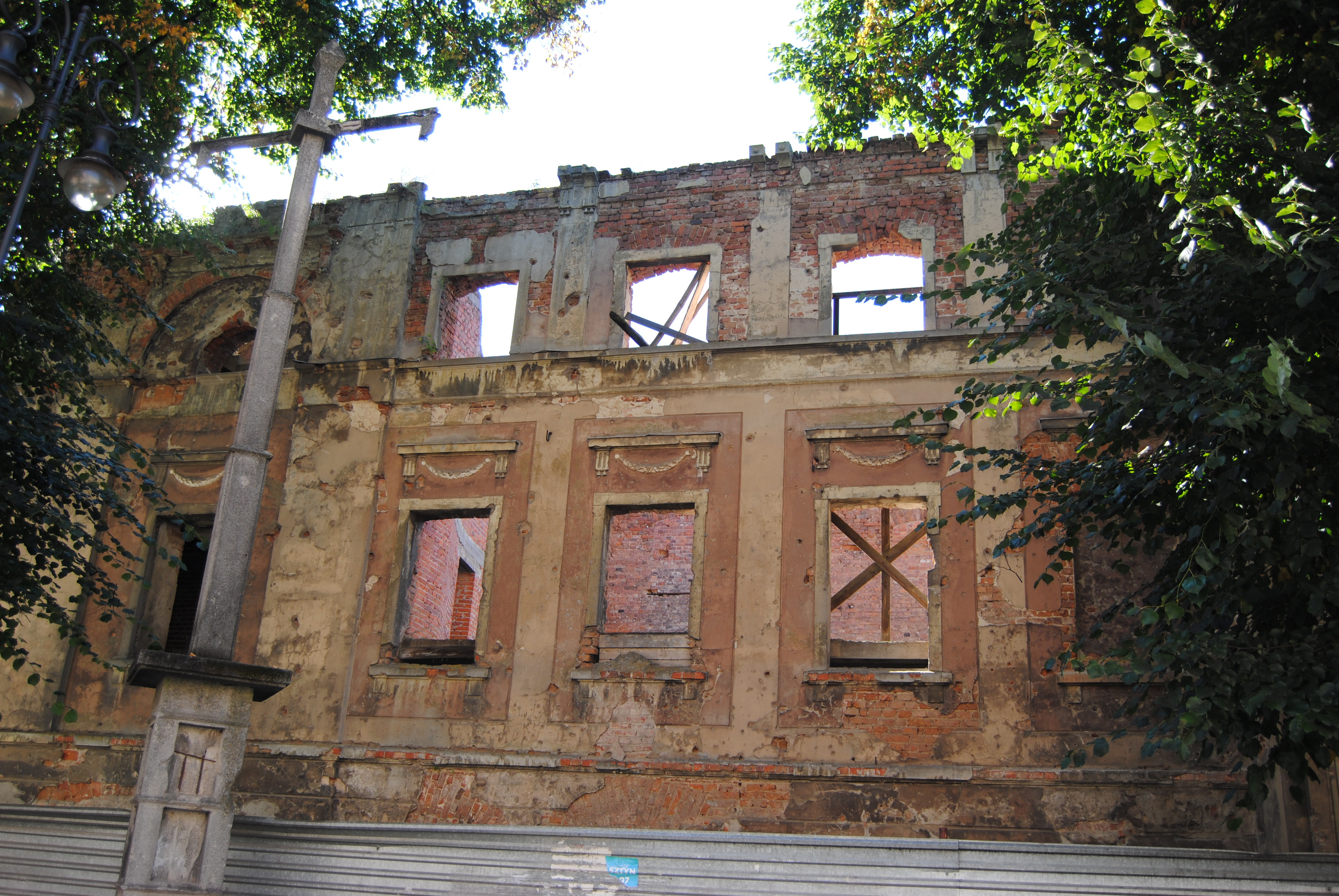
Elevação leste em 2016

Por ocasião do 200º aniversário da entrada em serviço do teatro Głogów em 1999, na cidade aconteceram vários eventos importantes, incluindo sessão do conselho municipal dedicada à história das espetáculos teatrais na Silésia. Além disso, a Sociedade da Região de Głogów publicou um livro sobre a história do teatro em Głogów.
Em 2014, as autoridades da cidade anunciaram um concurso para a preparação de "conceitos arquitetônicos e urbanos para a reconstrução e expansão do antigo Teatro da Cidade para as necessidades da escola de música em Głogów, juntamente com o desenvolvimento da Praça do Mercado na Cidade Velha em Głogów”. Nos termos exigidos pelo concurso, foram apresentados à entidade adjudicante 17 projectos, a maioria dos quais previa a reconstrução das formas exteriores do edifício do teatro e a construção de um edifício modernista a ele ligado nas imediações. De acordo com os resultados do concurso anunciados em 5 de setembro de 2014, o júri atribuiu cinco trabalhos, tendo os autores de quatro deles sido ainda atribuídos prémios em dinheiro (dois de 20 mil PLN e outros dois de 5 mil PLN). Nos anos seguintes, nenhum dos projetos premiados foi implementado.
As autoridades de Głogów finalmente prepararam seu próprio projeto, que pressupunha a reconstrução do Andreas Gryphius para o estado antes da Segunda Guerra Mundial, destinado à sede de uma filial do Centro Cultural Municipal, onde seriam organizados concertos e  espetáculos, bem como conferências. Em 14 de julho de 2017, o presidente da Głogów, Rafael Rokaszewicz, assinou um contrato para a reconstrução do teatro e do cortiço pertencente a ele com o presidente da empresa “Pré-Fabrykat” de Karpacz, Stanisław Tomkiewicz e no final do mês começaram as obras. No orçamento da cidade foram garantidos 15 milhões de PLN para fins de reconstrução e, além disso, o município recebeu 5 milhões de PLN de fundos da UE. Durante as obras, os elementos e detalhes arquitetônicos originais foram restaurados e conservados, bem como foram reconstruídos os elementos e rebocos não existentes nos alçados leste, sul e norte com cores. Em 9 de setembro de 2019,foi erguida uma cópia do busto de Andreas Gryphius com um guindaste sobre a entrada do prédio do teatro reconstruído (o original sobreviveu à Segunda Guerra Mundial, mas em 1959 foi perdido em circunstâncias misteriosas) O custo de fazer a cópia e sua montagem foi de PLN 50.000 No dia 21 de novembro de 2019, das 12h00 às 17h00, o teatro reconstruído foi aberto ao público (era visitado por 4,7 mil pessoas na altura), e no dia 22 de novembro decorreu a cerimónia de inauguração do edifício, precedida da encenação da estreia da peça “Piast” em seu palco, baseada em texto do patrono do teatro, Andreas Gryphius, dirigida por Robert Czechowski, com Jan Peszek no papel principal e com a participação de atores do Teatro Lubuski e do teatro Amador de Głogów One Most “Teatr Jednego Mostu”. De acordo com os cálculos preliminares feitos pelas autoridades municipais na altura, a manutenção do edifício devia custar cerca de PLN 900.000 por ano, e o subsídio anual para a instalação que gere o Centro Cultural Municipal era de cerca de PLN 600.000.

## Arquitetura
Teatro de Andreas Gryphius é um edifício construído em planta retangular com dimensões de 50 x 12,5 m. Suas fachadas são mantidas no estilo clássico. A fachada frontal oriental é multicolorida, com zonas: o pedestal é vermelho, e os andares são cinza-amarelados e castanhos. Seu forte acento é a vanguarda central com um plano organizado por um grande nicho com abóbada de concha, cujo palato apresenta decorações em cassete em forma de carmim com rosetas douradas. Dentro do nicho, há duas colunas dóricas que sustentam o entablamento. No entablamento há um busto de Andreas Gryphius pesando 400 kg com a inscrição Gryphius 1616-1664 em letras douradas embaixo. Abaixo do entablamento na superfície do nicho  há uma faixa de 5 m de largura de um friso de personagens com imagens de cenas alegóricas antigas, enaltecendo a alegria de praticar vários tipos de arte. No eixo da vanguarda central, no alçado oeste encontram-se inclinações que reforçam a estrutura alçada.